# 釋祖住
釋祖住（1522年—1587年），字幻依，號麓亭，蘇州丹徒（現為中國江蘇省鎮江市丹徒區）人，俗姓楊，母親朱氏，為明朝蘇州蓮華山沙門。

## 生平
祖住法師的母親朱氏在產前夜，夢中見一位印度比丘進入房中，醒來後即臨盆生下法師。法師少年時沉穩內歛，對世俗種種心不貪著，對親近佛門之事則感到十分歡喜。十三歲時得到父母的允許，捨離塵俗到龍蟠山依止朝陽和尚受學《法華經》及《華嚴經》等諸大部經，於十七歲剃度出家，十九歲領受具足戒。受戒後法師自有領悟說：「覺識所依，非關真際。」便長途跋涉到少室山，向大章和尚求學五年，之後又到伏牛山依止高安和尚學習十二年，學成後得到兩師的印可。隨後到京都參謁松、秀二位法師，掌握華嚴宗的宗旨奧義。
之後經淮安胡給事中的延請住持鉢池山，修造《大藏經》，啟建水陸無遮大法會，法會圓滿後便前往南京參禮無極可度法師，位居次座，在共修之餘，隨大眾勞動服務常住寺務。
之後，祖住法師前往京口（今江蘇省鎮江市）萬壽寺弘演《華嚴大鈔》，在講至「入法界品」時，感召大地震動，天降甘露及寶花，甚為殊勝祥瑞。無極法師聞訊率徒眾前來共襄法筵，妙峰、承印兩位禪僧也來依止座下，從此各地來向祖住法師學習的人絡繹不絕，叢林住眾興盛一時。僅管如此，祖住法師的行持仍然如常不輕菩薩一般，對待每個人都謙卑恭謹，從不輕視他人，所以深受眾人的敬仰。
明朝萬曆十二年（1584年），法師退位在蘇州蓮華峰下，建精舍而居。萬曆十五年（1587年）九月，忽然示現疾病，法師對大眾說：「如果二十二天後我還留下來，便可以再開講華嚴法義，但是老僧不能曲從世俗情感啊！」限時的日子到了，當天祖住法師早起沐浴更衣後，盤腿對大眾說偈：「虛空無面目，無位強安排，話頭不話頭，處處是如來。」又說：「今年六十六，不知做甚麼，咦諸人著眼，看這箇消息，佛祖到來也，用他不著。」說完坐化圓寂，滿室異香，歷久不散。祖住法師的法體經過三天，氣色紅潤與生前沒有差異，荼毘 後，遺骨於蓮華峰山陰處建塔供奉，由太子少保王世貞為塔作銘，法師世壽六十六歲，僧臘五十四。

## 法嗣

### 師長
- 釋大章
- 釋高安
- 無極可度

## 外部連結
1. 中國百科網－释祖住《高僧摘要》